# جيمس جورج ديك
جيمس جورج ديك (بالإنجليزية: James George Deck)‏ هو رجل دين نيوزيلندي، ولد في 1 نوفمبر 1807 في بوري سانت ادموندز في المملكة المتحدة، وتوفي في 14 أغسطس 1884 في Motueka ‏ في نيوزيلندا.